# Bread Loaf
Bread Loaf ist eine unincorporated community in der Town Ripton im Addison County des Bundesstaates Vermont in den Vereinigten Staaten. Bread Loaf gehört zum Campus des Middlebury Colleges. Das Postamt von Bread Loaf wurde geschlossen.
In der Town Ripton leben 588 Einwohner (laut Volkszählung von 2010). Der Siedlungsbereich Bread Loaf, rund um das Bread Loaf Inn wurde dem Middlebury College im Jahr 1915 von Joseph Battell, einem Geschäftsmann aus Middlebury, testamentarisch vermacht. Im Jahr 1919 gründete das College hier die Bread Loaf School of English. Sie bietet eine Graduiertenausbildung in den Bereichen englische und amerikanische Literatur, öffentliches Sprechen, kreatives Schreiben und englisch in der Lehrerausbildung. Sie ist eine Sommerschule und startete im Jahr 1920 mit dem ersten Sommercampus. In dieser Zeit leben etwa 250 Studierende auf dem Campus.
Der Pulitzer-Preisträger Robert Frost war eng mit dem Ausbau der Sommerschule beschäftigt. Erstmals im Jahr 1921 war er an ihr tätig und kam die folgenden 42 Jahre regelmäßig um Kurse zu geben.
Das Bread Loaf Inn wird als Mensa genutzt.